# Just a Day
Just a Day — четвертий сингл гурту Feeder 2001 року. Сингл посів 12 сходинку у UK Singles Chart і вийшов як окремий сингл. Пісня була останньою, у записі якої брав участь барабанщик Джон Лі, що покінчив життя самогубством у 2002.
Сингл зібрав понад 100,000 завантажень з мережі інтернет та проданих копій.

## Відео
На відео показано різних фанів гурту Feeder, які підспівують музикантам через камеру. Наприкінці відео з'являються титри («Feeder thanks…») подяки музикантів близько 20-ти фанатам за участь у зніманні відеокліпу.
Також відео зібрало багато критики на свою адресу, через те, що голос фанатів не дозволяє отримати насолоду від кліпу.